# Oligostachyum wuyishanicum
Oligostachyum wuyishanicum là một loài thực vật có hoa trong họ Hòa thảo. Loài này được S.S.You & K.F.Huang mô tả khoa học đầu tiên năm 1992.